# برايان موريس (عالم إنسان)
برايان موريس (بالإنجليزية: Brian Morris)‏ هو عالم إنسان بريطاني، ولد في 1936.